# Grégoire de Mévius
Grégoire de Mevius (Namen, 16 augustus 1962) is een Belgisch voormalig rallyrijder.

## Levensloop
Grégoire de Mevius reed in 1984 zijn eerste rally. In de tweede helft van de jaren tachtig werd hij een vaste rijder voor Mazda in de Groep N productie klasse, onder meer actief in het wereldkampioenschap rally. Het daarin desbetreffende Production World Rally Championship won hij met een Mazda 323 GTX in 1991 en verdedigde zijn titel succesvol in 1992 met een Nissan Sunny GTI-R. de Mevius bleef de jaren hierna internationale programma's rijden in verschillend materiaal, maar behaalde zijn grootste succes nog met het winnen van de Belgische rallytitel in 1996 met een Ford Escort RS Cosworth. In het WK waren twee keer een vierde plaats zijn beste resultaten. 
de Mevius stapte na 2001 over naar woestijnrally's, en heeft voor het fabrieksteam van Nissan nog een aantal keer deelgenomen aan de Dakar-rally, waarin hij enkele etappe-zeges boekte. Na een ernstig ongeluk in dit evenement in 2005, beëindigde hij zijn professionele loopbaan. Zijn zoon, Ghislain, neemt sinds 2009 deel aan rally's. 

## Complete resulten in het wereldkampioenschap rally
| Seizoen | Inschrijving               | Auto                       | 1      | 2      | 3      | 4      | 5   | 6      | 7   | 8      | 9      | 10     | 11     | 12     | 13     | 14     | Pos. | Pnt. |
| ------- | -------------------------- | -------------------------- | ------ | ------ | ------ | ------ | --- | ------ | --- | ------ | ------ | ------ | ------ | ------ | ------ | ------ | ---- | ---- |
| 1988    | Grégoire de Mevius         | Mazda 323 4WD (Gr. N)      | MON    | ZWE    | POR    | KEN    | FRA | GRI    | VST | NZL    | ARG    | FIN 22 | IVK    | ITA    | GBR 11 |        | –    | 0    |
| 1989    | Grégoire de Mevius         | Mazda 323 4WD (Gr. N)      | ZWE 32 | MON 12 | POR 7  |        |     | GRI NF |     |        |        |        |        |        |        |        | 49   | 5    |
| 1989    | Mazda Rally Team Italia    | Mazda 323 4WD (Gr. N)      |        |        |        | KEN NF | FRA |        | NZL | ARG    | FIN NF | AUS    |        |        |        |        | 49   | 5    |
| 1989    | Mazda Rally Team Belgium   | Mazda 323 4WD (Gr. N)      |        |        |        |        |     |        |     |        |        |        | ITA 10 | IVK NF | GBR 20 |        | 49   | 5    |
| 1990    | Mazda Rally Team Europe    | Mazda 323 4WD              | MON    | POR NF | KEN    | FRA    | GRI | NZL    | ARG | FIN    | AUS 6  |        |        |        |        |        | 34   | 6    |
| 1990    | Mazda Rally Team Italia    | Mazda 323 GTX (Gr. N)      |        |        |        |        |     |        |     |        |        | ITA NF | IVK    | GBR    |        |        | 34   | 6    |
| 1991    | Mazda Rally Team Italia    | Mazda 323 GTX (Gr. N)      | MON NF | ZWE    | POR 8  | KEN    | FRA | GRI 12 | NZL | ARG 9  | FIN    | AUS    | ITA 14 | IVK    | SPA    | GBR 22 | 39   | 5    |
| 1992    | Nissan Rally Team Belgium  | Nissan Sunny GTI-R (Gr. N) | MON    | ZWE    | POR 13 | KEN    | FRA | GRI 9  | NZL | ARG NF | FIN 13 | AUS    | ITA    | IVK NF | SPA    | GBR 15 | 58   | 2    |
| 1993    | Nissan Rally Team Belgium  | Nissan Sunny GTI           | MON    | ZWE    | POR    | KEN    | FRA | GRI    | ARG | NZL    | FIN    | AUS    | ITA    | SPA    | GBR NF |        | –    | 0    |
| 1994    | Opel Team Belgium          | Opel Astra GSI 16V         | MON    | ZWE    | POR NF | KEN    | FRA | GRI 11 | ARG | NZL    | FIN 14 | AUS    | ITA NF | SPA    | GBR 10 |        | 52   | 1    |
| 1995    | Grégoire de Mevius         | Nissan Sunny GTI           | MON    | ZWE    | POR NF | KEN    | FRA | GRI    | ARG | NZL    | FIN    | AUS    | ITA    | SPA    |        |        | –    | 0    |
| 1995    | Belgacom Rally Team        | Ford Escort RS Cosworth    |        |        |        |        |     |        |     |        |        |        |        |        | GBR NF |        | –    | 0    |
| 1996    | Belgacom Turbo Team        | Ford Escort RS Cosworth    | MON NF | ZWE    | POR    | KEN    | INA | FRA    | GRI | NZL    | ARG    | FIN    | AUS    | ITA    | SPA    |        | –    | –    |
| 1996    | Renault Dealer Rallying UK | Renault Mégane Maxi        |        |        |        |        |     |        |     |        |        |        |        |        |        | GBR 5  | –    | –    |
| 1997    | Belgacom Turbo Team        | Ford Escort WRC            | MON    | ZWE    | KEN    | POR 4  | SPA | FRA    | ARG | GRI 7  | NZL    | FIN    | INA    | ITA NF | AUS    | GBR NF | 18   | 3    |
| 1998    | Belgacom Turbo Team        | Subaru Impreza WRC97       | MON    | ZWE    | KEN    | POR 8  | SPA | FRA    | ARG | GRI    | NZL    | FIN    | ITA 12 | AUS    | GBR 4  |        | 13   | 3    |
| 2001    | Peugeot Team Bel-Lux       | Peugeot 206 WRC            | MON    | ZWE    | POR    | SPA    | ARG | CYP    | GRI | KEN    | FIN    | NZL    | ITA    | FRA    | AUS    | GBR 9  | –    | 0    |